# Kingdom (Manga)
Kingdom (jap. キングダム, Kingudamu) ist eine japanische Manga-Serie von Yasuhisa Hara, die seit 2006 in Shūeishas Seinen-Manga-Magazin Weekly Young Jump erscheint. Die Serie ist in die Genres Drama, Action und Abenteuer einzuordnen und wurde auch als Anime-Fernsehserie adaptiert.
Bis Januar 2017 wurden insgesamt mehr als 28 Millionen Exemplare verkauft. 2013 gewann der Manga den Osamu-Tezuka-Kulturpreis in der allgemeinen Kategorie.

## Inhalt
Der Dienstjunge Xin (信, jap. Shin) wird im China des Zeitalters der streitenden Reiche geboren und sein großer Traum ist es, der größte General des Staates Qin (秦, Shin) zu werden. Die Handlung beschreibt den Krieg um die Vereinigung Chinas aus der Perspektive des Protagonisten und seines engsten Freundes Ying Zheng (嬴政, Eisei), der später erster Kaiser in Qin (秦, Shin) wird.

## Veröffentlichung
Der Manga erscheint seit Mai 2006 im Magazin Weekly Young Jump des Verlags Shūeisha. Die Kapitel wurden auch in bisher 76 Sammelbänden (Tankōbon) herausgebracht (Stand: Juli 2025). Der Band 45 verkaufte sich in Japan über 700.000-mal in den ersten fünf Wochen nach Veröffentlichung. Eine chinesische Übersetzung erscheint bei Ever Glory Publishing in Taiwan.
Tokyopop hat angekündigt, die Serie ab März 2026 auf Deutsch herausbringen.

## Anime-Adaption
Im Jahr 2012 produzierte das Studio Pierrot eine Anime-Adaption des Mangas für das Fernsehen. Hauptautor war Naruhisa Arakawa und Regie führte Jun Kamiya. Als Charakterdesigner waren Atsuo Tobe, Masatoshi Hakanda und Noriko Otake beschäftigt und die künstlerische Leitung lag bei Junichi Higashi. Die ersten 38 Folgen wurden ab 4. Juni 2012 von BS Premium und NHK in Japan ausgestrahlt. Eine zweite Staffel von Regisseur Akira Iwanaga mit 39 Folgen wurde vom 8. Juni 2013 bis zum 2. März 2014 gezeigt.

### Synchronisation
| Rolle         | Japanische Stimme  |
| ------------- | ------------------ |
| Ying Zheng    | Jun Fukuyama       |
| Li Xin        | Masakazu Morita    |
| Li Piao       | Jun Fukuyama       |
| He Liao Diao  | Rie Kugimiya       |
| Chang Wenjun  | Yutaka Nakano      |
| Bi            | Koji Yusa          |
| Qiang Lei     | Yōko Hikasa        |
| Qi Wang       | Rikiya Koyama      |
| Yang Duanhe   | Mie Sonozaki       |
| Biao Gong     | Shirou Saitou      |
| Mu Li         | Toshiyuki Morikawa |
| Teng          | Akio Katou         |
| Chang Pin Jun | Junichi Suwabe     |
| Tian Meng     | Hirofumi Nojima    |
| Ben Wang      | Yoshimasa Hosoya   |
| Yi Huan       | Kentarou Itou      |
| Jian Wang     | Kenyuu Horiuchi    |

### Musik
Minako Seki war der Komponist der Filmmusik. Die Vorspannlieder der beiden Staffeln sind Pride von Nothing’s Carved in Stone und Glory Days von D☆DATE. Die Abspanne wurden mit folgenden Liedern unterlegt:
- Voice of Soul von Takumi Ishida
- Destiny Sky von Yūki Wakai
- Never Ending von Dasoku
- 21 von The Sketchbook
- Exit von The Sketchbook
- Soko ni Kimi ga Aru (そこに君がいる) von The Sketchbook

## Videospiele
Im November 2010 erschien zu Kingdom in Japan ein Beat ’em up für die PlayStation Portable mit dem Titel Kingdom Ikki Tōsen No Tsurugi. Das Free-to-play-Spiel Kingdom: Seven Flags für mobile Geräte erschien 2016.